# Chagang
Chagang (Chagang-do; 慈江道; 자강도) é uma província da Coreia do Norte; faz fronteira com as províncias chinesas de Jilin e Liaoning ao norte, Ryanggang e Hamgyong do Sul a leste, Pyongan do Sul ao sul e Pyongan do Norte a oeste. Chagang foi formada em 1949, depois de ser demarcada de Pyongan do Norte. A capital da província é Kanggye. 
Chagang até 2019, era a única província Norte-Coreana que era completamente inacessível aos turistas, até que a cidade Mampo tornou-se acessível ao turista. Uma razão pela qual se acreditava ser inacessível ao turista era devido à província ser conhecida por suas instalações e fábricas de armas e armas nucleares localizadas na província. Em maio de 2018, a província tornou-se uma "Zona Revolucionária Especial Songun (primeiro militar)" em relação à ocultação de armas nucleares e fábricas de armas dentro da província.